# Phil Ivey
Phil Ivey (ur. 1 lutego 1977 w Riverside w stanie Kalifornia) jest amerykańskim profesjonalnym pokerzystą, mieszkającym w Absecon w stanie New Jersey. Jest znany pod pseudonimem The Tiger Woods of Poker.

## Początki
Ivey dorastał w New Jersey i poprawiał swoje umiejętności gry wśród współpracowników firmy telemarketingowej w New Brunswick w późnych latach 90.

## Turnieje pokerowe

### World Series of Poker
Pomimo częstszego uczestnictwa w grach na "żywą gotówkę" teraz, na jego osiągnięcia turniejowe składa się wygranie trzech tytułów World Series of Poker 2002.
Ivey posiada również bransolety w odmianie Omaha z WSOP 2000, 2005, w Deuce To Seven Draw w 2009, oraz w H.O.R.S.E. w 2010. Poza sześcioma bransoletami z WSOP Ivey odnosił sukcesy w WSOP Main Event. Kończył na pierwszych 25 miejscach 4 razy – od 2002 do 2009 roku, z poprawiającymi się pozycjami – w 2002 był 23., w 2003 10. i 20. w 2005. W 2009 udało mu się dotrzeć do stołu finałowego i zakończył grę na siódmym miejscu, kiedy jego A♣ K♠ przegrało z A♦ Q♠ Darvina Moona, gdy na flopie pojawiła się dama.
| Rok  | Turniej                                | Nagroda  |
| ---- | -------------------------------------- | -------- |
| 2000 | $2,500 Pot Limit Omaha                 | $195,000 |
| 2002 | $2,500 7 Card Stud Hi/Lo               | $118,440 |
| 2002 | $2,000 S.H.O.E.                        | $107,540 |
| 2002 | $1,500 7 Card Stud                     | $132,000 |
| 2005 | $5,000 Pot Limit Omaha                 | $635,603 |
| 2009 | $2,500 No-Limit 2-7 Draw Lowball       | $96,367  |
| 2009 | $2,500 Omaha Hi/Lo / 7 Card Stud Hi/Lo | $220,538 |
| 2010 | $3,000 H.O.R.S.E.                      | $329,840 |
| 2013 | A$2,200 Mixed Event                    | $51,840  |
| 2014 | $1,500 Eight Game Mix                  | $166,986 |

### World Poker Tour
Dla moderatora – WPT LA Poker Classic 2008 – Phil Ivey 1. miejsce – 1.596.100$

### European Poker Tour
Ivey zadebiutował w European Poker Tour (EPT) w Barcelonie we wrześniu 2006. Dotarł do stołu finałowego na 9. pozycji pod względem posiadanych żetonów, ale ostatecznie zajął 2. miejsce za Glennem z Norwegii.

### European Poker Masters
W 2006 roku Ivey był zapraszany do Londynu, aby wziął udział w The London All Star Challenge inauguracyjnego European Poker Masters. Jako jeden z faworytów Ivey dotarł do stołu finałowego, aby tam zająć 7. miejsce i wygrać skromne 15,000 dolarów.

### Inne turnieje
20 listopada 2005 Ivey wygrał nagrodę miliona dolarów za pierwsze miejsce w turnieju Monte Carlo Millions. Dzień później zainkasował kolejne 600,000 dolarów za zwycięstwo w zaproszeniowym The FullTiltPoker.Net.

### Gry stolikowe
Phil uchodzi za jednego z najlepszych graczy stolikowych na świecie. Cash games grywa zarówno on-line, jak i w grze na żywo. Można go spotkać na serwisie FullTiltPoker, gdzie rozgrywane są najwyższe stawki w internecie: 500/1000$ no-limit.